# Ерахтин, Борис Михайлович
Борис Михайлович Ерахтин — советский учёный, доктор технических наук, профессор, заслуженный строитель РСФСР.

## Биография
Родился в 1927 году в Воротынце. Член КПСС.
С 1950 года — на хозяйственной, общественной и политической работе. В 1950—2000 гг. — мастер на строительстве Усть-Каменогорской ГЭС в Казахской ССР, инженер производственно-технического отдела, начальник производственно-экономического отдела Управления строительства «Иртышгэсстрой», начальник участка Управления строительства «Иртышгэсстрой» на строительстве Бухтарминской ГЭС, главный инженер Управления строительства «Саратовгэсстрой», главный инженер Управления строительства «Чиркейгэсстрой», главный инженер Управления строительства «Рижгэсстрой», начальник управления строительства «Чебоксаргэсстрой», заведующий кафедрой гидротехнических сооружений в Горьковском инженерно-строительном институте/Нижегородском государственном строительном университете.
Автор около 75 научных работ, в том числе 3 монографий и 5 учебных пособий.
Депутат Верховного Совета Казахской ССР 4-го созыва. Делегат XXVI съезда КПСС.
Жил в Нижнем Новгороде.